# Strausberger Platz

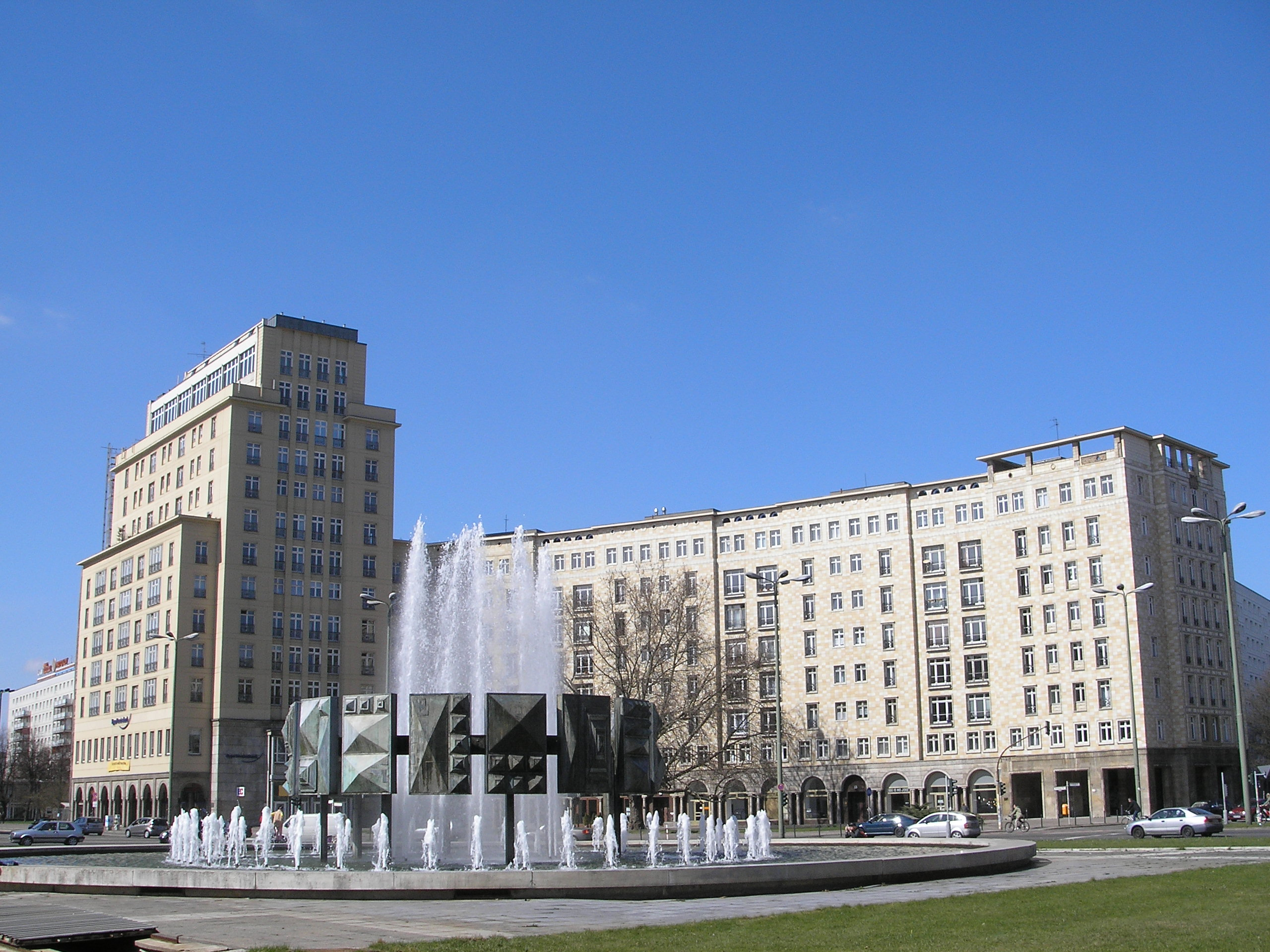

Strausberger Platz är en stor parkliknande rondell i Berlin byggd på 1960-talet. Den har en tidstypisk springbrunn och är belägen i korsningen Karl-Marx-Allee och Lichtenberger Strasse. 
Den 17 juni 1953 skedde vid Strausberger Platz det första upproret som ledde till det stora arbetarupproret i Östberlin. Området kring Strausberger Platz var nästan helt förstört 1945. Vid återuppbyggnadsarbetet skapades ett välplanerat område där bostadshus, butiker, caféer och restauranger uppfördes i en typisk sovjetisk byggnadsstil längs med Karl-Marx-Allee.
Springbrunnen skapades av konstsmeden Fritz Kühn 1966-1967. Den består av flera kopparplattor och kallas Schwebender Ring (ty. "svävande ringen"). 

## Kommunikationer
| Linje | Station            |  |  |  |
| U5    | Strausberger Platz |  |  |  |